# Синий, Леонид Леонидович
Леонид Леонидович Синий (род. 01.01.1939 г., г. Тамань Темрюкского района Краснодарского края) — российский учёный, специалист в области электрофизики и физических измерений.
Окончил Московский авиационный институт (1961), затем аспирантуру Московского областного педагогического института им. Н. К. Крупской (годы учёбы 1962—1965).
В 1962—1967 гг. работал в научно-исследовательском секторе МОПИ: инженер, старший инженер, старший научный сотрудник.
С 1967 по 2011 г. в НИИИТ (ВНИИА): старший научный сотрудник, начальник лаборатории, и. о. начальника отдела, начальник отдела, заместитель главного конструктора - начальник отделения (с 1986 г.), главный научный сотрудник — научный руководитель ИЦ ЭМС (с 2000 г.), советник директора (с 2006 г.), главный специалист (с 2009 г.).
Доктор технических наук, профессор.
Премия Правительства РФ 1996 г. — за испытания корабельных комплексов управления и вооружения на спецвоздействия.
Награды: орден «Знак Почёта» (1982), медали «За доблестный труд. В ознаменование 100-летия со дня рождения В. И. Ленина», «В память 850-летия Москвы».
Мастер спорта СССР по туризму.